# Nicolò del Giudice
Nicolò del Giudice (Nápoles, 16 de junho de 1660 - Roma, 30 de janeiro de 1743) foi um cardeal do século XVIII

## Biografia
Nasceu em Nápoles em 16 de junho de 1660. Segundo dos dez filhos de Domenico del Giudice, príncipe de Cellamare, vice-rei de Aragão, grande da Espanha, e Costanza Pappacoda, dos príncipes de Triggiano. Sobrinho do cardeal Francesco del Giudice (1690). Primo do cardeal Nicolò Caracciolo (1715).
Estudou no Seminario Romano, Roma; e na Universidade La Sapienza, em Roma, onde obteve um doutorado in utroque iure, direito canônico e civil.
Na adolescência, foi chamado a Roma por seu tio, o cardeal. Entrou na prelazia romana como protonotário apostólico em março de 1693. Presidente da Câmara Apostólica, em 2 de março de 1696. Clérigo da Câmara Apostólica, em 22 de novembro de 1697. Presidente delle Strade e delle Grascia no pontificado do Papa Clemente XI. Prefeito della Annona, junho de 1706 até maio de 1715. Prefeito do Palácio Apostólico, 7 de maio de 1715, sucedendo a Fabio Olivieri, que havia sido promovido ao cardinalato; ocupou o cargo até sua promoção ao cardinalato; depois disso, tornou-se pró-prefeito até a nomeação de seu sucessor, Camilo Cybo, em 6 de julho de 1725.
Criado cardeal-diácono no consistório de 11 de junho de 1725, com dispensa de ter um tio e um primo no Sacro Colégio dos Cardeais; recebeu o chapéu vermelho e a recém-criada diaconia de S. Maria ad Martyres, em 23 de julho de 1725. Protetor da Sicília, em janeiro de 1726, sucedendo a seu tio, o cardeal Francesco del Giudice. Protetor da Ordem dos Carmelitas, janeiro de 1727. Participou no conclave de 1730, que elegeu o Papa Clemente XII. Ele foi encarregado dos assuntos do império em 1735 e substituiu o cardeal Wolfgang Hannibal von Schrattenbach, durante sua ausência, como protetor da Alemanha; ele se tornou protetor permanente da Alemanha com a morte do cardeal Schrattenbach em 1738; ocupou o cargo até junho de 1742. Participou do conclave de 1740, que elegeu o Papa Bento XIV. Nomeado pelo imperador Carlos VII protetor da Áustria e da Hungria perante a Santa Sé, em junho de 1742. Foi protetor e promotor dos uomini dotti, e litterati.
Morreu em Roma em 30 de janeiro de 1743, às 19 horas. Exposto na igreja de S. Ignazio, Roma, onde ocorreu a capella papalis em 1º de fevereiro de 1743; e sepultado, provisoriamente, na igreja de S. Maria in Traspontina, Roma. Mais tarde, seus restos mortais foram transferidos para Nápoles e enterrados na igreja del Carmine, de acordo com seu testamento.